# Mentallo
Mentallo (Marvin Flumm) es un supervillano ficticio, un mutante que aparece en los cómics estadounidenses publicados por Marvel Comics. Después de haber sido despedido por causa, luego de intentar una adquisición secreta de S.H.I.E.L.D., desde entonces ha actuado como un criminal independiente y subversivo, y un agente de alto rango de HYDRA.Generalmente se lo representa usando tecnología para aumentar su poder.

## Historial de publicaciones
Mentallo apareció por primera vez en Strange Tales # 141 (febrero de 1966) y fue creado por Stan Lee y Jack Kirby.

## Biografía del personaje ficticio
Marvin Flumm nació en Watford City, Dakota del Norte. Una vez trabajó como vendedor de zapatos. Como un telépata mutante de capacidad moderada, Mentallo fue reclutado por el S.H.I.E.L.D. original como candidato para su División ESP. Sin embargo, se unió al Fixer en un intento de hacerse cargo de S.H.I.E.L.D., chocando con Nick Fury por primera vez. Luego se desempeñó como líder de división en el fragmento de HYDRA dirigido por Silvermane. Mentallo se asoció con el Fixer nuevamente, y colocaron a Deathlok (Luther Manning) bajo su control. Intentaron hacer del presidente de los EE. UU. su esclavo, pero los Cuatro Fantásticos los frustraron. Mentallo y el Fixer fueron empleados por HYDRA nuevamente, pero Mentallo quedó en coma por los Micronautas. Bajo la custodia del Profesor Poder, Mentallo luchó contra el Profesor X en un plano psíquico. Mentallo fue capturado por el Super-Adaptoide (personificando al Fixer) pero fue rescatado por los Vengadores.
Como Think Tank, fue miembro de los Resistentes, que originalmente era una encarnación de la Hermandad de mutantes malvados. Los Resistentes se opusieron a la Ley de Registro de Mutantes. Think-Tank luchó contra el Capitán América. Fue encarcelado y retomó su identidad Mentallo. Comenzó una fuga masiva en la Bóveda usando a Venom debido al tratamiento de Truman Marsh. Sin embargo, sus poderes fueron brevemente amplificados y utilizados por Iron Man para obligar a los prófugos a rendirse. Luego dirigió un ataque infructuoso contra Hulk y la Cosa. entallo más tarde asistió a la exposición de armas A.I.M..
Mentallo trabajó una vez para el Cráneo Rojo y se asoció con Juggernaut en un intento exitoso de lavar el cerebro de Hulk para atacar a los Vengadores. Mentallo logró hacerse pasar mentalmente por el padre asesino de la esposa de Hulk e intimidar a sumisión.
Poco después de los eventos de World War Hulk, Mentallo fue uno de los miembros del sindicato de delincuencia de Capucha. Permaneció con ellos hasta que fueron derrotados por los Nuevos Vengadores.
Algún tiempo después, Mentallo fue contratado por M.O.D.O.K. para formar parte de un escuadrón de atracos de supervillanos. Debido a sus poderes psíquicos, se dio cuenta de que M.O.D.O.K. creó una ilusión psíquica de dinero para asegurar la lealtad de todos, y M.O.D.O.K. le dijo en secreto que "el alcance total" de los planes se le revelaría a él y a otros villanos. Mentallo rápidamente decidió que, en cambio, iba a vender el villano a quien se quedara sin dinero. Después de notar que el Camaleón tenía un escudo telepático y los poderes de Spider-Man y Spider-Sense, fue a ofrecer traicionar los planes de M.O.D.O.K. a los Vengadores por dinero en efectivo. Desafortunadamente para Mentallo, no fue Spider-Man en absoluto, sino el Ultra-Adaptoide de A.I.M. que lo incineró para proteger su cubierta. Se suponía que estaba muerto, pero se reveló que Mentallo estaba vivo cuando apareció en la isla Ryker para informar a los Cuatro Fantásticos y S.H.I.E.L.D. sobre los Nuevos Defensores.
En Secret Invasion, una persona que se parece a Mentallo aparece como parte de la alianza de Capucha con héroes súper poderosos. El grupo intenta derrotar a la fuerza de invasión Skrull de la ciudad de Nueva York. Más tarde fue visto, durante un ataque contra los Nuevos Vengadores.
Durante la historia de Dark Reign, Norman Osborn hace que Mentallo torture a Clint Barton por la ubicación de los Nuevos Vengadores.
Durante la historia de la Edad Heroica, Mentallo una vez más se encontró con los Vengadores. Él intentó controlar la mente de Reptil, pero Reptil transformó en un dinosaurio. Mentallo no puede controlar la mente reptiliana. Reptil no pudo controlarse a sí mismo también, y Mentallo está gravemente salvaje como resultado.
Mentallo esclavizó psíquicamente a los monstruos Kaiju de la Isla Monstruo en nombre de la Corporación Roxxon (que intentó tomar el control de Isla Monstruo para perforar en busca de petróleo). Fue detenido y derrotado por los X-Men, después de que cruzó dos veces a Roxxon y trató de huir con su tarifa profesional de mil millones de dólares. Mientras intentaba huir, uno de los monstruos gigantes dejó caer una carga directamente sobre él, que contenía los mil millones de dólares en efectivo.
Más tarde, Mentallo aparece como parte del nuevo Consejo Superior de A.I.M. (formado por Andrew Forson, Graviton, Jude el Hombre Entrópico, Superia, Yelena Belova y el encubierto Taskmaster) como Ministro de Asuntos Públicos.
Durante el argumento de Avengers: Standoff!, Mentallo era un recluso de Pleasant Hill, una comunidad cerrada establecida por S.H.I.E.L.D.
Después de escapar del reciente encierro, Marvin más tarde se presentaría al servicio de William Stryker, quien ascendió para convertirse en un señor demonio en busca de sus objetivos antimutantes después de su caída. Mentallo cambiaría su propia alma al reverendo ahora demonizado por un mayor poder y, a cambio, encontraría un culto de la élite adinerada, así como mutantes y afiliados mutantes para financiar un movimiento de seguidores de tendencia rápida, todos bajo su bandera a través de sus habilidades mutantes reforzadas.
Marvin sería visto más tarde entre una multitud de mutantes, tanto héroes como villanos, que serían recibidos en el estado soberano de Krakoa por el renacido Charles Xavier; ahora llamado X.

## Poderes y habilidades
Mentallo es un mutante con poderes psiónicos limitados que se puede aumentar a través de medios científicos que a menudo proporciona el Fixer. Mentallo tiene telepatía y puede leer los pensamientos de cualquier mente humana dentro de un radio aproximado de cinco millas (8 km). Tiene la capacidad de proyectar "rayos mentales" en los oponentes, crear pantallas psiónicas para protegerse del asalto psiónico, controlar los cuerpos y las mentes de otros sintientes, comunicarse telepáticamente, lanzar ilusiones mentales y poseer psíquicamente los cuerpos de los demás. Mentallo tiene dificultades para concentrar sus poderes en objetivos en movimiento. Es inusualmente vulnerable al ataque psiónico a menos que erija una pantalla mental.
También es levemente telequinético, una vez que erigió una barrera invisible para desviar las fuertes lluvias de sí mismo.
Mentallo lleva un traje de batalla S.H.I.E.L.D. modificado. Ha utilizado varias armas, incluidas armas de fuego convencionales, pistolas de cohetes y un "martillo sónico" que proyecta explosiones vibratorias intensas. Usualmente usa un casco que aumenta sus habilidades mentales normalmente débiles en algo más poderoso. El dispositivo que Fixer creó para él llamado Psycho Helmet también lo protege contra la retroalimentación telepática, el ruido de fondo y el asalto psiónico de otros telépatas. Fixer le ha suministrado "máscaras electrónicas" (o "servo-pods") que se adhieren a las caras de las víctimas y las colocan bajo el control de Mentallo. El "mentascopio" de Fixer le permite a Mentallo usar su poder psiónico para localizar y atacar a las víctimas desde lejos. Mentallo es capaz de volar a través de la "unidad de propulsión antigravitatoria" o "discos voladores" de Fixer y también ha utilizado un tanque que puede perforar el suelo. También ha utilizado la tecnología para reforzarse en numerosas ocasiones, generalmente a través de la ayuda de otros genios, para diversos fines. Como acceder a miles de millones de mentes en todo el mundo o controlar las conciencias simples de criaturas titánicas.
Mentallo también tiene la capacidad de enviar sondas mentales para identificar la forma y el tamaño de los objetos en su vecindad cercana, actuando efectivamente como un radar. Incluso puede localizar objetos invisibles e intangibles de esta manera. Tiene una capacidad limitada para influir en las emociones de las personas también.
Como miembro de los Resistentes, Think Tank, cabalgó dentro de un pequeño vehículo propulsado por la banda de rodadura en el que se sentó, con la parte superior del cuerpo y la cabeza aún expuestos. Esta unidad de tanque estaba armada con una amplia gama de armas: ametralladoras, brazos de garfios metálicos, etc., que Mentallo controlaba directamente con su habilidad telepática y un casco de interfaz especial. En los servicios de A.I.M., las habilidades de Mentallo se reforzaron aún más a través de la nanotecnología, capaz de transmitir su conciencia entre las micro máquinas y su propio cuerpo para lograr un efecto tele / tecnopático a distancia. Ser capaz de controlar miles de centinelas de armadura de Iron Patriot dividiendo su enfoque entre los nanites y su ser físico.
Bajo el apodo de Maestro de Psiónicas; Los poderes de Mentallo se hicieron más grandes que nunca. Capaz de controlar de miles a decenas de miles de personas sin ningún equipo de refuerzo, además de dar forma y manifestar energía psíquica.
Su trato con el demonio Stryker también le dio algunos poderes demoníacos propios, como tomar una forma más monstruosa que parecía fortalecer su fisicalidad y sus poderes mutantes hasta el punto de que podría tomar y casi destruir toda Arma X-Force solo. Incluso sin transformar sus talentos psi habían aumentado hasta el punto de que incluso podía mejorar psiónicamente las habilidades de otros mutantes a través del acto de concentración.

## Otras versiones

### House of M
En la realidad de House of M, Mentallo (junto con Arclight y Wild Child) es miembro de la Guardia Roja que se posicionó en Australia para servir a Exodus.

### Ultimate Marvel
La encarnación Ultimate Marvel de Marvin Flumm es un agente de S.H.I.E.L.D. Después de que el ataque nuclear del Maker en Washington D. C. mató a casi todo el gabinete político, se aprovechó del caos de la guerra civil como "reemplazo" de Nick Fury como director interino de S.H.I.E.L.D. para ordenar la captura de los Ultimates, mientras intenta ser asesor del nuevo presidente. Después de que Iron Man y Thor derrotaron al Creador, Flumm (bajo las órdenes del Sr. Morez (Modi)) intenta matar al Capitán América. Sin embargo, el estado de traidor de Flumm finalmente es revelado por Monica Chang y posteriormente es despedido de S.H.I.E.L.D.
La última versión de Mentallo hace una pequeña aparición en la historia encubierta de Jefferson Davis. Mentallo es capturado por Toad y utilizado como la primera fuente genética para una "mutación" (término de Marvel para humanos genéticamente modificados en lugar de mutantes naturales) para Wilson Fisk y los Ejecutores. Nick Fury lleva a S.H.I.E.L.D. a detener esta transacción ilegal; El destino de Mentallo es desconocido.